# Mount Yarbrough
Mount Yarbrough är ett berg i Antarktis. Det ligger i Västantarktis. Argentina, Chile och Storbritannien gör anspråk på området. Toppen på Mount Yarbrough är 865 meter över havet.
Terrängen runt Mount Yarbrough är platt västerut, men österut är den kuperad. Trakten är obefolkad. Det finns inga samhällen i närheten.